# Jugueiros
Jugueiros ist eine Gemeinde (Freguesia) im portugiesischen Kreis Felgueiras. In ihr leben 1220 Einwohner (Stand 19. April 2021).